# Rocles (Lozère)
Rocles es una comuna francesa situada en el departamento de Lozère, en la región de Occitania.

## Demografía
| 351 | 287 | 226 | 207 | 192 | 197 | 231 |
| Para los censos de 1962 a 1999 la población legal corresponde a la población sin duplicidades (Fuente: INSEE [Consultar]) |     |     |     |     |     |     |